# Liste der Kulturdenkmale in Meiningen
Die Liste der Kulturdenkmale in Meiningen führt die Baudenkmäler der südthüringischen Kreisstadt Meiningen auf.
Insgesamt sind zurzeit in Meiningen rund 390 Einzeldenkmale, 25 Denkmalensembles und 17 Boden- und Gartendenkmale registriert (Stand: Dezember 2017). Viele der aufgeführten Kulturdenkmale sind Villen und villenartige Mehrfamilienhäuser (Stadtvillen), die sich in den zwischen 1870 und 1920 entstandenen Villenvierteln rund um den Stadtkern befinden. Hervorzuheben ist, dass die Villenviertel und somit ein Großteil der hier aufgeführten Gebäude überwiegend von den gleichzeitig tätigen Architekten Eduard Fritze, Carl Göbel, Karl Behlert und Theodor Krech errichtet worden sind. Die Architekten teilten sich die Baugebiete untereinander auf und sorgten damit für ein städtebaulich gesehen harmonisches Stadtbild.
Die Erfassung aller Denkmale in die Denkmalliste der Unteren Denkmalschutzbehörde in Meiningen ist noch nicht abgeschlossen. Die Liste erhebt somit keinen Anspruch auf Vollständigkeit. Zudem sind einige Kulturdenkmale in den 2019 eingemeindeten Ortsteilen Einödhausen, Henneberg, Stepfershausen, Träbes, Unterharles, Wallbach und Walldorf sowie dem 2024 eingemeindeten Ortsteil Sülzfeld noch nicht erfasst.
Des Weiteren ersetzen die Angaben in der Liste nicht die rechtsverbindliche Auskunft der zuständigen Denkmalschutzbehörde.

## Aufteilung
Wegen der großen Anzahl von Baudenkmälern ist die Liste der Kulturdenkmale in Meiningen in Teillisten untergliedert.
| Liste                                            | Bereich | Beispiel                                   |
| ------------------------------------------------ | --- | ------------------------------------------ |
| Liste der Denkmalensembles                       | Stadt Meiningen mit Ortsteilen | Markt mit Heinrichsbrunnen                 |
| Liste der Kulturdenkmale in Meiningen (A–L)      | Kernstadt Meiningen Einzeldenkmale nach Straßen A–L                                                                                         | Georgenkrankenhaus Geriatrische Fachklinik |
| Liste der Kulturdenkmale in Meiningen (M–Z)      | Kernstadt Meiningen Einzeldenkmale nach Straßen M–Z                                                                                         | Stadtvilla „Rheingold“ Wettiner Straße     |
| Liste der Kulturdenkmale in den Parks            | Meininger Parkanlagen | Englischer Garten Fontäne                  |
| Liste der Kulturdenkmale der Meininger Ortsteile | Einzeldenkmale Ortsteile: Dreißigacker Henneberg mit Einödhausen und Unterharles Herpf Stepfershausen mit Träbes Sülzfeld Wallbach Walldorf | Evang. Kirche St. Johann Herpf             |
| Liste der Boden- und Gartendenkmale              | Stadt Meiningen mit Ortsteilen | Bleichgräben                               |
| Liste der ehemaligen Kulturdenkmale              | Stadt Meiningen mit Ortsteilen | Freitagsgasse, abgerissen                  |

## Anmerkung
1. ↑  Diese Liste entspricht möglicherweise nicht dem aktuellen Stand der offiziellen Denkmalliste. Diese kann über die zuständigen Behörden eingesehen werden. Daher garantiert das Vorhandensein oder Fehlen eines Bauwerks oder Ensembles in einer dieser Teillisten nicht, dass es zum gegenwärtigen Zeitpunkt ein eingetragenes Denkmal ist oder nicht. Eine verbindliche Auskunft erteilt das Thüringische Landesamt für Denkmalpflege und Archäologie.